# Puerto Rosales (navio)
Puerto Rosales é um navio do tipo petroleiro pertencente a frota da Yacimientos Petrolíferos Fiscales.

## Características
Foi construido em 1974, pelo estaleiro Italcantieri S.p.A, da cidade de Castellammare di Stabia, na Itália.
Com 170,7 metros de comprimento, boca de 25,9 metros e calado máximo de 11 metros, a embarcação tinha um deslocamento máximo de 38 752 toneladas e era operada por 37 tripulantes. Encerrou as suas operações em 1993.

## Guerra das Malvinas
Participou da força tarefa "GT 79.3" durante a Guerra das Malvinas. Em 28 de abril de 1982 juntamente com o navio cruzador ARA General Belgrano, escoltado pelos contratorpedeiros ARA Bouchard e ARA Piedra Buena, mais o navio aviso ARA Francisco de Gurruchaga navegaram em direção da zona de exclusão imposta pela Marinha Real Britânica, quando ocorreu o torpedeamento e afundamento do General Belgrano.	

## Ligação externa
- «Actuación de la Marina Mercante Argentina en Malvinas, Historia y Arqueología Marítima.» (em espanhol)
- «Pequeño Homenaje por los 25 Años de Malvinas!.» (em espanhol)